# 中条至資
中条 至資（なかじょう よしすけ）は、出羽米沢藩の重臣。家格は侍組分領家。米沢藩の奉行（他藩の国家老相当）などを務める。

## 生涯
侍組の竹俣秀周（右仲）の三男として誕生。明和8年（1771年）に中条総資（兵四郎）の跡を継いで分領家中条氏を相続。安永2年（1773年）6月の七家騒動において侍頭5人中4人が加担して、免職になったこともあり、同年7月に侍頭となる。
天明3年（1783年）11月11日に江戸家老となり、同6年（1786年）7月5日に千坂清高が奉行を辞任したため、その後任として7月29日に奉行に就任。
仲之間年寄兼内証掛の志賀祐親の意見を入れて、格外の大倹を達し諸役場の統廃合や学館縮小などの消極的な緊縮政策で天明の大飢饉で打撃を受けた藩政を打開しようとしたが失敗。藩財政は行き詰る。
寛政元年（1789年）の丸山蔚明（平六）の上言により、翌寛政2年（1790年）に藩士より広く意見を求めた結果、隠居していた莅戸善政の再勤が望ましいとする意見が多く、これを下に餐霞館での大評議において上杉治憲に莅戸の再勤を進言し、さらに上府して参勤交代で江戸にいた上杉治広の下に進言した。これにより、寛政3年（1791年）に隠居の身である莅戸が中老に就任することになり、寛三の改革が始める。
文化2年（1805年）5月24日に奉行を辞職して隠居し、文花11年（1814年）4月17日に病没した。跡を養子の達資（色部至長の次男）が継いだ。